# Antoni Kostanecki
Antoni Paweł Kostanecki (ur. 9 stycznia 1866 w Myszakowie, zm. 4 stycznia 1941 w Dąbrowie Zielonej) – polski ekonomista, profesor uniwersytetów, rektor Uniwersytetu Warszawskiego.

## Życiorys
Urodził się w Myszakowie, w rodzinie Jana Nepomucena, właściciela ziemskiego, i Michaliny z Dobrowolskich. Brat Kazimierza i Stanisława. Ukończył w 1884 gimnazjum realne w Poznaniu. Studiował na Uniwersytecie Berlińskim zdobywając w 1889 stopień doktora filozofii. Po studiach pracował jako antykwariusz w Internationale Bank w Berlinie, później kierował biurem ds. statystycznych w Farbenfabriken vormals Friedrich Bayer et Companion w Elberfeld (Westfalia). W latach 1901–1910 pracował na stanowisku profesora ekonomii i skarbowości na Uniwersytecie we Fryburgu. Od 1910 profesor, wykładowca na Politechnice Lwowskiej i Uniwersytecie Warszawskim. W latach 1917–1919 pełnił funkcję rektora Uniwersytetu Warszawskiego, a w latach 1917–1920 także pracował w Radzie Departamentu Skarbu Tymczasowej Rady Stanu. Ponadto należał do Towarzystwa Naukowego Warszawskiego oraz był prezesem Towarzystwa Ekonomistów i Statystyków i członkiem honorowym Towarzystwa Przyjaciół Nauk w Poznaniu.
Był mężem Anny z Geyerów (1892–1957). Mieli dwoje dzieci: córkę Zofię, tłumaczkę języka włoskiego, i syna Wojciecha (1925–1994), twórcę polskiej trychologii.
Zmarł w Dąbrowie Zielonej, pochowany na cmentarzu Powązkowskim (kwatera 198-5-20,21).

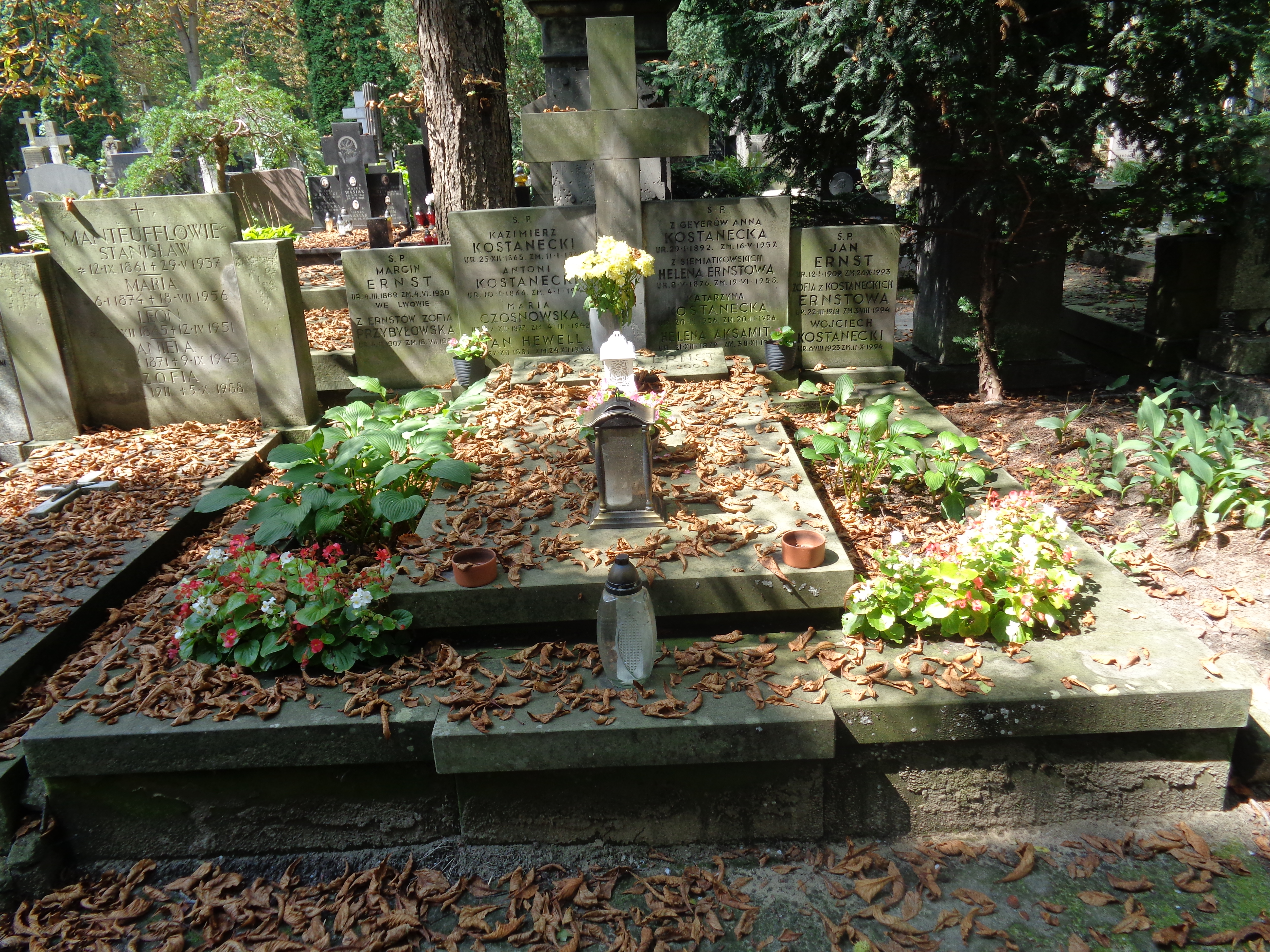
Grób Kostaneckich na cmentarzu Powązkowskim w Warszawie

## Prace
- Der öffentiliche Kredit im Mittelalter. Leipzig: Verlag von Duncker & Humblot, 1889.
- Das Aktienindossament. Berlin: Carl Heymanns Verlag, 1900.
- Der wirthschaftliche Werth vom Standpunkt der geschichtlichen Forschung: Versuch einer Morphologie des wirthschaftlichen Werthes. Berlin: Puttkammer und Mühlbrecht, 1900.
- Arbeit und Armut: ein Beitrag zur Entwicklungsgeschichte sozialer Ideen. Freiburg im Breisgau: Herder, 1909.
- Historia socjalizmu: oprac. na podstawie wykładów uniwersyteckich Antoniego Kostaneckiego. Warszawa: „Bratnia Pomoc” studentów Uniwersytetu Warszawskiego, 1926.
- Problem ekonomii: myśl gospodarcza a myśl kulturalna. Warszawa: Księgarnia F. Hoesicka, 1929.

## Ordery i odznaczenia
- Krzyż Komandorski Orderu Odrodzenia Polski (10 listopada 1928)[3]

## Upamiętnienie
Imię Braci Kostaneckich nosi Zespół Szkół Ogólnokształcących i Zawodowych w Zagórowie.